# サレム・アル＝ハジリ
サレム・アル＝ハジリ（1996年4月10日 - ）はカタールのサッカー選手。ポジションはDF。アル・サッドSC所属。

## 経歴
アル・サッドSCのユース出身で、KASオイペンに6ヶ月間の期限付き移籍をした。2016年に帰国し、2015-16シーズン第18節でデビューした。
2016-17シーズンよりレギュラーの座を獲得するも、年々出場機会が減少、特に2021-22シーズンはわずか1試合の出場に終わった。

### 代表
2017年1月31日、モルドバ代表との親善試合でデビューした。AFCアジアカップ2019でも出場したが、準決勝のUAE代表戦では観客席から投げ込まれた物が頭を直撃する被害にあった。
2022 FIFAワールドカップの本大会メンバーにも選出された。

## 代表歴

### 出場大会
- カタール代表
  - 2022 FIFAワールドカップ

### 試合数
- 国際Aマッチ 26試合 0得点（2017年-）[6]

| カタール代表 | 国際Aマッチ | 国際Aマッチ |
| 年           | 出場        | 得点        |
| ------------ | ----------- | ----------- |
| 2017         | 1           | 0           |
| 2018         | 5           | 0           |
| 2019         | 14          | 0           |
| 2020         | 0           | 0           |
| 2021         | 3           | 0           |
| 2022         | 1           | 0           |
| 2023         | 2           | 0           |
| 通算         | 26          | 0           |